# Romer
Romer (romani: roma) är en folkgrupp i Europa och delar av Asien. Uppskattningarna av hur många romer som finns i världen varierar mellan två miljoner och 20 miljoner varav 12–15 miljoner i Europa, de flesta i Östeuropa. Uppgifterna varierar så mycket på grund av att många romer är nomader och att många romer undviker att registrera sin etnicitet av fruktan för förföljelse eller diskriminering och utvisning. Flera länder tillämpar heller inte registrering av etnicitet, däribland Sverige.
I Sverige kallades romerna tidigare zigenare, men denna term är föråldrad och kan uppfattas som nedsättande.

## Etymologi
Rom är på romernas språk romani, eller romani chib, en benämning på en romsk vuxen man; för en romsk vuxen kvinna används romni. Ordet rom heter på romani roma. Ordet roma kommer ursprungligen av ordet dom och betyder 'en människa', 'en person'.
Det engelska gypsy och det franska gitan kommer båda från landsnamnet Egypten, och refererar till föreställningen att romerna ursprungligen nådde Europa via Egypten. Romer uppgav själva också att de kom från Egypten eller ”Lilla Egypten”, men det finns bara en bevarad notis om romernas indiska ursprung. I Chronicon Foroliviense (1397–1433) skrev författaren frater Hieronymus år 1422 ”Som jag kunde höra, sade några att de härstammade från Indien.”
Den äldre benämningen "zigenare"/"zigenerska" eller "zigensk" om romer kommer ursprungligen från ordet "tsigan" som i sin tur härrör från den gamla grekiska benämningen på kättare, atsigan. Grekiskans athyinganis betyder ”de som inte rör” och syftar till att sedvanan bland den tidens romer inte var att hälsa med handslag, utan med händerna ihop.
Termen zigenare anses av TT:s mediespråksgrupp som föråldrad. Ordet förekommer i titlar på verk inom musik, film, litteratur och målarkonst.

## Historia
Se även Tidsaxel över romernas historia
Romerna utvandrade från Rajasthan i norra Indien under 900- eller 1000-talet. Källorna till romernas historia är få och orsakerna till utvandringen är osäkra. Religionen var en av de främsta orsakerna till utvandring från Indien. Muslimsk expansion i norra Indien och ovilja att tjäna under muslimskt styre har även framförts som skäl till massutvandringen och nyare teorier inbegriper att "proto-romerna" under 1000-talet vandrat västerut som en från ghaznaviderna retirerande armé. Ordet gajo som betecknar icke-romer anses ha sitt upphov i namnet på den muslimske härföraren Mahmud av Ghazni. Sannolikt kom folkgruppen till Europa genom Sidenvägen via Persien, Grekland och Armenien. Romerna fanns i Armenien och Konstantinopel (Istanbul) på 1000-talet. Den första presentationen av romer i Europa anses vara nedtecknad på Kreta 1322 av munken och pilgrimsfararen Symon Semeonis: ”Där såg vi också utanför staden ett folk, som iakttog grekernas riter och påstod sig vara av Hams släkt. De stannade sällan eller aldrig på någon plats mer än trettio dagar, utan flyttade alltid efter denna tid, såsom de vore ett av Gud förbannat släkte, ostadigt och flyktigt, från lägerplats till lägerplats med sina små, avlånga, svarta och låga tält.” Liknande nedteckningar från den senare delen av 1300-talet finns bevarade från Grekland och Valakiet.
I de romska dialekterna är alla ord för vapen indiska, vilket stärker teorin om att romerna kom som en militär här till Europa. Eftersom Ghaznis trupper ryckte fram i nordvästra Indien rekryterades Rajput-trupper från hela Indien. Rajputer bestod av flera olika folk som kämpade för hinduer. En del ord i romani/romanés visar att en del kommer från skyterna, andra ord härstammar från dravider. Bland rajputerna fanns enligt indiska forskare också inslag från Habish, folk från Etiopien och Eritrea. Det verkar sedan som att en del romer som kom till Europa också blev värvade som turkiska soldater.  Vlax-romer (utgörs av kalderash och lovari-romer med flera) i Östeuropa verkade inte inom krigsmakten i respektive länder, eftersom de fram till mitten på 1800-talet under många århundraden var förslavade. Resande, finska romer och tyska sinti-romer har däremot värvats till krigsmakten.
De flesta romska ord som har med metallarbete att göra är grekiska lånord, exempelvis petalo (hästsko), charkoma (koppar) och sastri (järn). Detta kan vara en indikation på att romer lärde sig smideskonst när de stannade i Grekland på väg till övriga Europa.
Från början blev romer väl mottagna och bosatte sig framförallt i Öst- och Centraleuropa i dagens Ungern, Slovakien, Bulgarien och före detta Jugoslavien, länder som också var omstridda gränsländer mellan Osmanska riket och det kristna Europa. Från 1450-talet och framåt angreps romerna och anklagades för att vara turkiska spioner, och förföljelserna började. Dessa anklagelser anses idag vara helt grundlösa; tvärtom menar forskarna att romerna själva fick fly från turkarna när det grekiska väldet invaderades.
Liksom andra minoriteter blev romerna utsatta för förföljelser och folkmord när nationalstaterna växte fram. Från år 1385 finns det bevis för att romer slagit sig ned i dagens Rumänien. Lokalbefolkningen hade en teknologisk överlägsenhet vilket gjorde att de kunde besegra romerna och ta dem som slavar. Romer såldes på auktioner tillsammans med boskap, och det pågick jakter där romer jagades som djur. Mer samtida indikationer på diskriminering är att ordet rom i en rumänsk ordbok definierats som en mörkhyad person med ett antisocialt beteende.
Ur historisk synpunkt kan man skilja på de romer som spridde sig över den europeiska kontinenten, och de som blev förslavade i öst. I Rumänien fanns tre sorters slavgrupper: statsägda romer, de som ägdes av kloster och de som ägdes av adelsmän. När slaveriet upphörde började en massiv utvandring av vlax-romer, dvs. lovara, tjurara, kelderash och muchvaya, några av dagens största och mest spridda romska grupper.
Under Förintelsen i Nazityskland hörde romerna (och sinti), vid sidan om judarna, till de hårdast drabbade. Romer förföljdes och dödades urskillningslöst av tyska Einsatzgruppen på östfronten och hundratusentals romer från det av Tyskland ockuperade Europa fördes till arbets- och utrotningsläger. En romsk benämning för nazisternas folkmord är Porajmos, en romsk motsvarighet till judarnas Shoah. Omkring en miljon romer och sinti dog under Förintelsen.
Historiens första romska kongress hölls 1971 i London. Representanter från 14 länder närvarade. Man antog bland annat sången ”Gelem gelem” som internationell sång och bestämde den internationella roma-/romani-dagen till 8 april. Man antog även den romska flaggan vid kongressen. Begreppet rom eller romani antogs också som namn på dessa grupper, innefattande allt från Resanderomer till vlax-romer. Begreppet rom eller romani har använts historiskt av de flesta grupper i Europa. Resandefolk i Sverige har till exempel använt ord som ”Romanoa” för att referera till sig själva.

## Språk och kultur

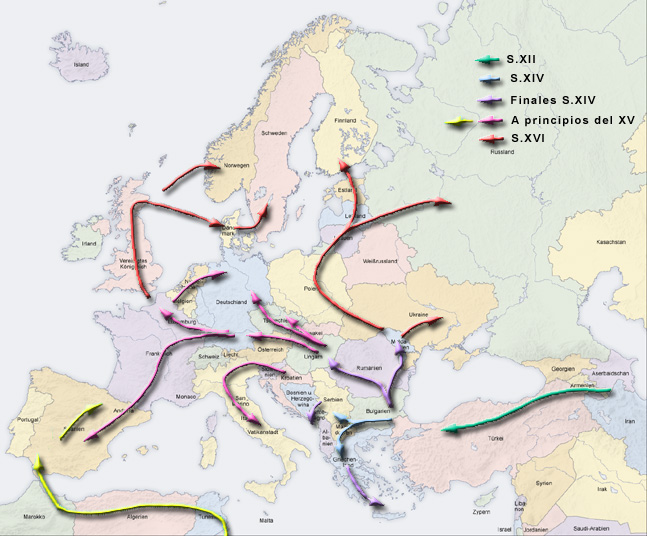

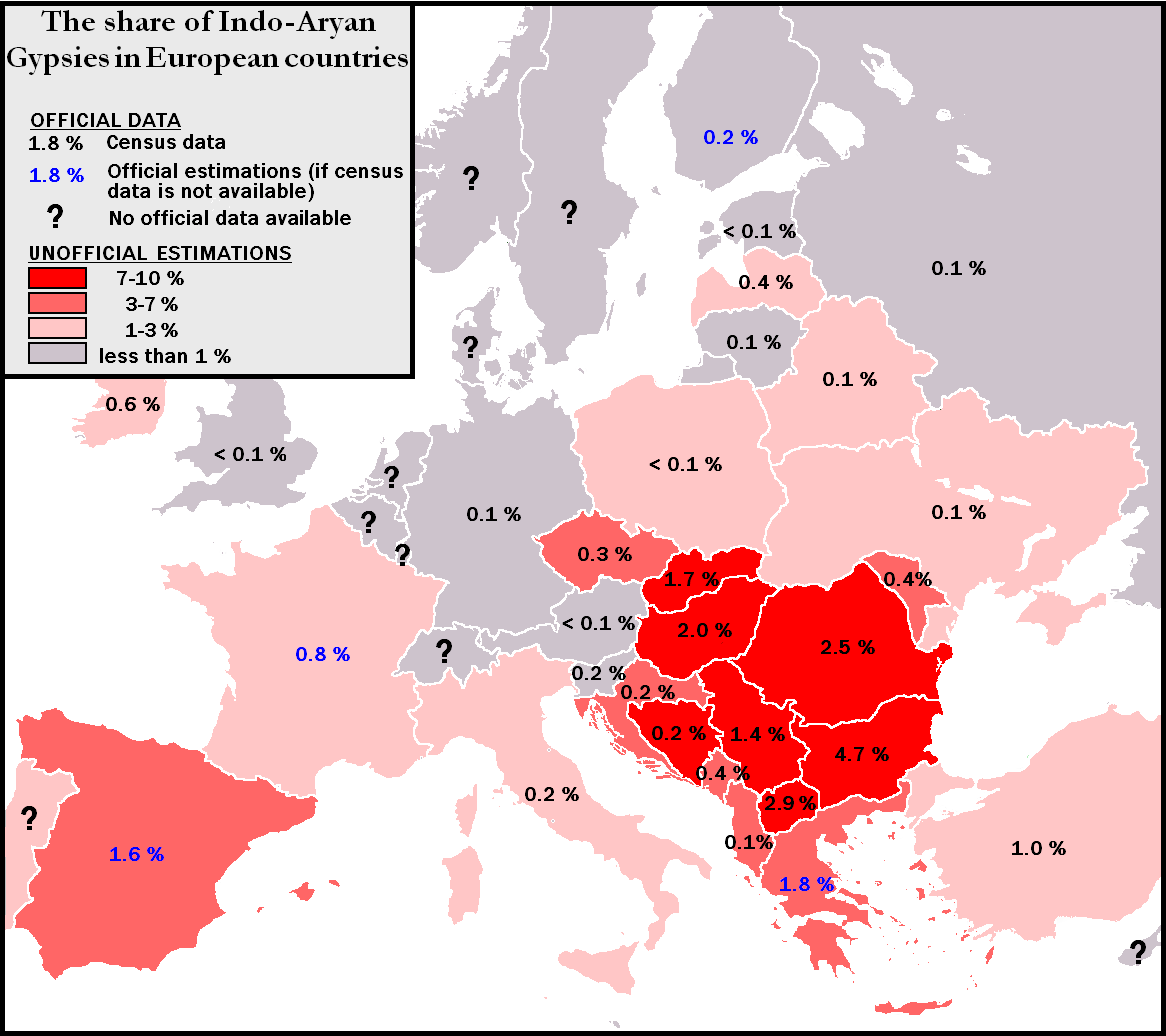

De flesta romer talar språket romanes eller romani chib, som är ett officiellt minoritetsspråk i Sverige. Romer har ingen egen skriftlig kulturell tradition. Romer är den enda stora folkgruppen i Europa som saknar skriftlig tradition.
Det finns många romska grupper som skiljer sig åt i kultur och dialekt. Grupperna kan delas in i stratum eller diasporor, det vill säga folkvandringar. De tidigaste folkvandringarna av romer har också de äldsta dialekterna, men de är sämre bevarade än till exempel vlax-romernas dialekter.
1. Stratum ett inkluderar de äldsta dialekterna: mechkari, kabuji, xanduri, drindari, erli, arli, bugurji, mahajeri, ursari (rićhinari), spoitori (xoraxane), karpatichi, polska roma, kaale (från Finland), sinto-manush, scandoromani (svensk-romani) och så kallade baltiska dialekter.
2. Stratum två omfattar chergari, gurbeti, jambashi, fichiri, filipiji och en undergrupp av vlax-dialekter från Rumänien och Bulgarien.
3. Stratum tre omfattar resten av de så kallade vlax-dialekterna, inklusive kalderash, lovari, machvano.[52]

Synen på renhet är något som genomsyrar romernas kultur. Det finns ett antal regler gällande renhet. Män anses generellt sett renare än kvinnor. Barn och äldre anses renare än andra. Matplatsen är helig och matkärl som har vidrört marken eller stolar måste kastas. Man får inte tvätta kökshanddukar eller annan kökstextil tillsammans med annan tvätt. Man får heller inte blanda yngres och äldres kläder när man tvättar, eller kläder som används nedanför midjan med sådana som används ovanför (allt från midjan och ner anses vara smutsigt).
Man har traditionellt försörjt sig på olika former av hantverk, särskilt kopparsmide. Ofta blandades religiösa och andra vidskepliga element i smyckena: fruktbarhetens symbol solen, och det livshotande "onda ögat". Genom att avbilda det onda som en gudom värjde man sig mot det. En annan typisk symbol har varit silverknapparna som män traditionellt bar, ofta avbildade som kvinnobröst. Innebörden av dessa symboliska inslag har med tiden försvunnit, och fokus har alltmer koncentrerats på det dekorativa.
Religiösa ord på romani/romanés vittnar också om indiska rötter. Det kristna korset kallas för treshul vilket är samma ord som den indiska guden Shivas treudd. Det finns också armeniska ord som har med kristendom att göra, vilket kan vara en indikation på att romerna kom i kontakt med kristendomen för första gången när de kom till armenisk mark. Ordet för gud är på romani devel och ordet för djävulen är beng. Båda orden har sina rötter i sanskrit.
Resandefolk i Sverige och Norge har praktiserat en inriktning där Devel var den högsta guden, men samtidigt en sträng gud, medan Alakoh var den förlåtande och tröstande guden. Beng var djävulen vars tillhåll var Tamla. Alakoh och Beng låg i krig med varandra. Det var den äldste i respektive stam som skulle praktisera religionens regler. Enligt den resande-romska inriktningen måste en rik man dela med sig av sitt, om inte skulle han bli bestraffad. En resande som nekats den rikes ”bröd” stod fri i förhållande till den rike och behövde inte följa hans jordiska lagar.

### Armenien och Turkiet
De första europeiska nedteckningarna av romernas existens är från tidigt 1300-tal. Några av de första anteckningarna om romerna fanns på Kreta i Grekland år 1322, samt i Västarmenien, dvs östra Turkiet och Konstantinopel (Istanbul) på 1000-talet. En av romernas dialekter, lomavren, bygger till stor del på armeniska.
Det finns en teori om att man förväxlade dem med en sekt som kallades artzinganos/antziganoi bestående av spåmän från Turkiet och Armenien. Detta skulle vara anledningen till den svenska benämningen "zigenare".

### Sverige
Den 29 september 1512 kom Greve Antonius med ett stort antal familjer. Greve Antonius och hans här blev senare kallade för tattare i en svensk krönika av Olaus Petri. Själv sade sig hären komma från "Klene Egifft", lilla Egypten, vilket av vissa forskare tolkats som en romsk bosättning på Peleponnesos i Grekland. Ifall Greve Antonius är samma person som Antonius Gagino passerade denna romska här Skottland 1505, enligt ett brev från den skotske kungen Jakob IV. Bland finska, norska och svenska gammalromska släkter har namn som Grek och Skotte cirkulerat, vilket kan ha sin förklaring i vandringsvägarna.
Romer i Sverige kan delas in i flera grupper:
- Kalé-romer har sitt närmaste ursprung i Finland.
- Kalderash-romer har sitt ursprung i östra Europa.
- Utomnordiska romer – lovara och kalderash.
- Nyanlända romer – arli.
- Resandefolket är den äldsta gruppen i Norden tillsammans med Kalé.[59]

Alla dessa grupper har gemensamma rötter, vilket har bevisats med DNA-teknik.
Romernas historia i Sverige är kantad av förföljelse, trakasserier och diskriminering. På 1500-talet var det belagt med dödsstraff för manliga romer att uppehålla sig i landet. Den 28 april 1543 fick befallningsmannen i Västerås Rasmuss Klott en barsk anmaning att jaga en tattarhop, om vilken han tydligen skrivit till konungen (Gustav Vasa), ut ur landet.
De svenska romerna (resande) från 1600 till tidigt 1800-tal har nästan undantagslöst haft rottrådar till Finlands romer (kaale). Under 1700-talet uppehölls mycket livliga förbindelser på Bottenhavets båda sidor. De värvade regementena, till del bestående av romska soldater, bytte ofta förläggningsorter med varann. Den svenska förlusten av Finland 1809 till Ryssland betydde ett försvårande för denna typ av förbindelser då de finska och svenska romerna isolerades från varandra.
Ett av världens kanske äldsta föremål med romskt samröre är förmodligen ett hantverk, ett benbit bearbetad som en döskalle, av resandekvinnan Anna Maria Adamsdotter som var anklagad för häxeri i början på 1700-talet. Föremålet innehas idag av Nordiska museet.
Under 1800-talets slut fick Sverige en ny romsk grupp bredvid de resande. Det var kalderash-romer som invandrade från olika delar av Europa, men de flesta härstammade från slaveriet i Östeuropa. De kom att syssla med kopparslageri och även olika dansuppträdanden. Förfäderna till dagens Kalderasha-släkter invandrade i slutet på 1870-talet men reste vidare i Europa för att sedan komma tillbaka permanent. Kalderash kom att benämnas "zigenare" medan resande av myndigheter benämndes "tattare" under större delen av 1900-talet.

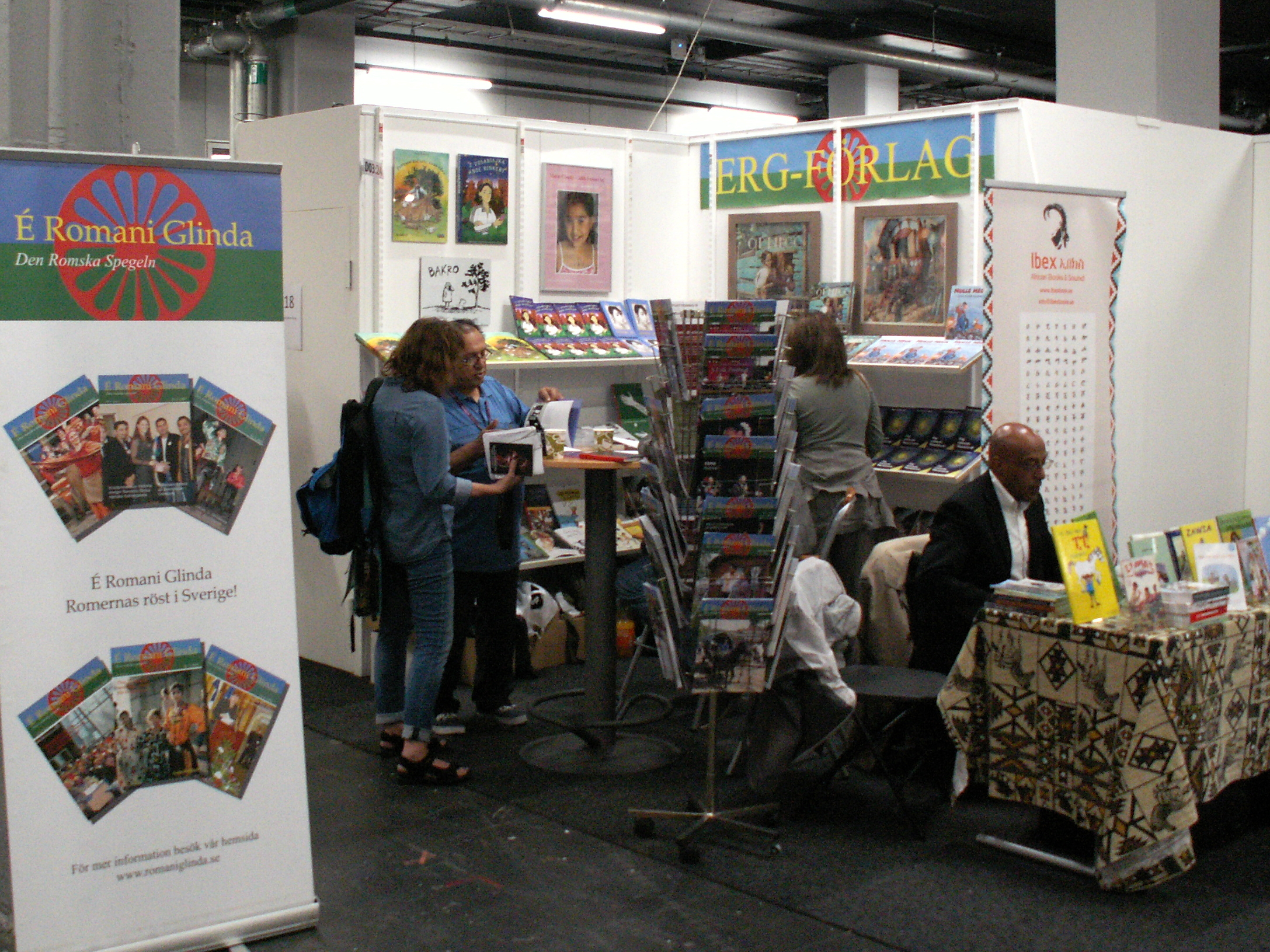
Tidskriften É Romani Glinda (här från bokmässan i Göteborg 2016), utgiven av föreningen med samma namn, skriver om romer i Sverige.

Mellan 1914 och 1953 var romsk invandring till Sverige förbjuden, vilket betyder att Sveriges gränser var stängda för romska flyktingar under andra världskriget och de nazistiska förföljelserna. Under första delen av 1900-talet drabbades kalderash-gruppen av utestängande från samhället. De blev tvungna att bo i tält eller i "zigenarläger" fram till 1960-talet. Resandefolket drabbades av tvångssteriliseringar, tvångsomhändertaganden av barn och tvångsassimilation. I slutet av 1950-talet invandrade kaale-romerna från Finland. Det är de som kallas för "finska zigenare", och de bär sina traditionella kläder som de burit sedan den första delen av 1900-talet. Under de fyra sista decennierna kom ungefär 10 000 romer från andra länder. De tillhör grupper som lovara, romer från forna Jugoslavien och sinti.
Katarina Taikon och hennes syster Rosa Taikon var två av de största kämparna för bland andra de svenska kalderashromernas (svenska zigenarnas) rättigheter till bostäder och skolgång under 1900-talet. 
En av Sveriges regering beställd vitbok om övergrepp mot Sveriges romer presenterades 2014. Vitboken redogör för hur svenska staten under 1900-talet har bedrivit rasbiologi och bidragit till diskriminering, spridande av myter och stereotyper. Boken spänner över en tid om 100 år. Genomgången av politiska motiv och åtgärder under första hälften av 1900-talet visar att registreringar, steriliseringar, omhändertaganden av barn, fördrivning och vägran att mantalsskriva romer motiverades och verkställdes utifrån antagandet att romer var oönskade. Åtgärderna försvårade romers tillvaro. Samtidigt var just uppfattningen att romer inte var en del av samhället också ett motiv till att det krävdes åtgärder riktade mot gruppen.
I dag vill svenska staten att romer ska få behålla sin romska kultur och identitet; dessutom är romani ett av minoritetsspråken. Trots detta är romer den grupp som utsätts mest för diskriminering och främlingsfientlighet – både i Sverige och i hela Europa. Polisens "romregister", som blev känt hösten 2013, och tiggeri är två aspekter av romernas situation i Sverige under 2000-talet.

### Frankrike
I Frankrike finns det en mängd olika romska grupper.  Det finns bland andra lovara, kalderash, tjurara, sinti, boyach och xoraxane. Det finns ca 10 000 bland dessa romska grupper som längre tillbaks har sina rötter i öststaterna. 
En av de största jazzgitarristerna någonsin, Django Reinhardt, var av sinti-börd. Han är högt aktad av nästan alla romska grupper idag. Djangos gitarrstil kallas idag "Jazz Manouche", "Jazz Gitan" (där gitan betyder "romsk") eller ibland "Hot Club music". Det finns också spanska romer (gitanos) i Frankrike. De uppgår till cirka 5 000 personer. I den spanskromska gruppen finns det Gitanos Aragones, Gitanos Castillans och Gitanos Andalous. Musikgruppen Gipsy Kings tillhör denna romska grupp.

### Italien
Det bor omkring 150 000 romer i Italien. Drygt hälften av dem är italienska medborgare och 20 procent är medborgare i ett annat EU-land. Resten har riskerat att utvisas efter folkräkningen 2008.
Den italienska regeringen inledde planer på att registrera alla landets romer med hjälp av fingeravtryck år 2008. Inrikesminister Roberto Maroni har försvarat förslaget med att det är nödvändigt för att förebygga brott och identifiera illegala invandrare. Arbetet inleddes i lägren utanför staden Neapel i början av juli 2008. Barn som vuxna i de över 700 läger med romer som finns i landet ska alla tvingas lämna sina fingeravtryck och personuppgifter. Arbetet ska vara slutfört i mitten av oktober 2008 och är enligt Roberto Maroni nödvändigt för att bekämpa kriminalitet. Folkräkningen ska också avslöja vilka av romerna som befinner sig olagligt i landet.
Unicefs generalsekreterare i Italien, Vincenzo Spadafora, har uttryckt sin och Unicefs förvåning och starka invändningar mot beslutet att insamla fingeravtryck från romska barn.
Den 8 april 2016, på den Internationella dagen för romer och sinti, publicerade den italienska föreningen Associazione 21 Luglio sin årliga rapport för Italien. Många internationella övervakningsorgan – däribland Europeiska kommissionen mot rasism och intolerans, och FN:s Utskott för ekonomiska, sociala och kulturella rättigheter – har utfärdat rekommendationer för Italien i samband med allvarliga diskrimineringsfall, hatbrott och rasistisk politik som fortsätter skapa problem i landet.

### Slovakien
Cirka 7,45 procent av Slovakiens befolkning är romer. Det finns 402 840 romer som lever i Slovakien. Slovakien är det rom-tätaste landet i Europa och främst sinti (romungro) bor där.
En annan källa uppskattar att 9,17 procent av landets befolkning är romer.
Runtom i Slovakien byggdes det fjorton murar runt olika romska bosättningar. Bland annat i byn Vel'ká Ida som har 3 500 invånare, varav 1 500 är romer. Myndigheterna säger att murarna är avsedda för romernas egen säkerhet.
EU har dock agerat och krävt att få ner murarna. Det finns murar som omringar romska bosättningar i städerna Michalovce och Košice.

### Rumänien
Rumänien hade 621 573 romer år 2011 och de utgjorde då 3,3 procent av landets befolkning. En rumänsk borgmästare beordrade byggandet av en mur som omringade en romsk bosättning i staden Baia Mare. Borgmästaren Catalin Chereches flyttade romer till ett getto med två meter hög mur runt. Borgmästaren fälldes sedan och tvingades betala 6 000 lei (cirka 12 500 kronor) i böter.
Enligt EU:s byrå för grundläggande mänskliga rättigheter råder en omfattande diskriminering av romer i Rumänien. En av sju unga romer i Rumänien har aldrig gått i skolan, 30 procent av romerna i landet kan varken läsa eller skriva, färre än 30 procent av romerna har ett jobb, 84 procent saknar antingen el, avlopp eller rinnande vatten där de bor, och risken att tvingas gå och lägga sig hungrig är fem gånger så hög bland romer som andra rumäner.

### Bulgarien
2011 uppgick den romska befolkningen till drygt 325 000 personer, vilket motsvarar 4,9 procent av befolkningen.

## Arbete mot diskriminering

### Bulgarien och Rumänien
EU har ställt hårda krav på Bulgarien och Rumänien att jobba för en jämlik inkludering av romer i samhället. Ett steg i att visa att man är på god väg är projektet Decade of Roma Inclusion.[källa behövs]
En organisation i Bulgarien som riktar stark kritik mot denna inkludering är den Bulgariska nationella alliansen.
Det bulgariska partiet Ataka är också mycket negativt inställda till romerna i landet. Deras partiledare, Volen Siderov, fick 22 procent i presidentvalet 2006.[källa behövs]

### Sverige
Svenska myndigheter erkände 1999 romerna som en av fem nationella minoriteter i Sverige och romani chib som ett av de nationella minoritetsspråken. En direkt följd av erkännandet som minoritet var att ett råd för romska frågor upprättades 2002. 2006 beslutade regeringen att skapa Delegationen för romska frågor som lade fram sitt betänkande Romers rätt — en strategi för romer i Sverige, till regeringen den 30 juli 2010.
I samband med Europarådets återkommande granskning 2023 av Sveriges efterlevnad till ramkonventionen om skydd för nationella minoriteter släppte människorättsorganisationen Civil Rights Defenders en alternativrapport med rekommendationer till den svenska regeringen. I rapporten kritiserades att Sverige trots återkommande uppmaningar från Europarådet inte erbjuder romer från andra EU-länder samma skydd som svenska romer, något som strider mot ramkonventionen om skydd för nationella minoriteter. Den svenska regeringen får även kritik för att man tillåter romer från andra EU-länder (utsatta EU-medborgare) att leva under ovärdiga levnadsförhållanden med brist på vatten och avlopp, samt de återkommande vräkningar av romer som svenska myndigheter har utfört utan att erbjuda alternativa bostäder. Vidare noteras att hatbrott och antiziganism drabbar romer hårt och regeringen uppmanas att se över lagstiftningen mot hatbrott för att bättre kunna skydda romer.